# 巴蘭卡區 (巴蘭卡省)
10°45′09″S 77°45′41″W / 10.7525°S 77.7615°W
巴蘭卡區（西班牙語：Distrito de Barranca），是秘魯的一個區，位於該國中南部利馬大區的巴蘭卡省，面積153.8平方公里，海拔高度49米，2005年人口61,513，人口密度每平方公里400人。